# Pierre Sinibaldi
Pierre Sinibaldi (Montemaggiore, 1924. február 29. – Toulon, 2012. január 24.) francia labdarúgócsatár, edző.
Olasz származású korzikai családban született, testvérei, Paul és Noël később együtt játszottak vele a Reimsben, 1949-ben egyszerre lettek francia bajnokok is. Pierre 1947-ben francia gólkirály lett.